# Karstquellen des Talbaches und der Lochbrunnen im Eutinger Tal
Karstquellen des Talbaches und der Lochbrunnen im Eutinger Tal ist ein mit Verordnung vom 9. Dezember 1937 ausgewiesenes flächenhaftes Naturdenkmal auf dem Gebiet der Gemeinde Eutingen im Gäu.

## Lage und Beschreibung
Das Naturdenkmal liegt etwa 800 Meter südwestlich von Eutingen im Gäu im Eutinger Tal. Der Talgrund wird durch Dolomite des Mittleren Muschelkalks gebildet. Der Lochbrunnen tritt als Überlaufquelle (60 l/s) über Wasser stauenden Tonen und Mergeln aus. Der Quelltopf des Lochbrunnens wurde zum Schutz vor äußerlicher Verunreinigung mit einem massiven Überbau versehen. Als Naturwerkstein wurde der Trochitenkalk des umgebenden Oberen Muschelkalks verwendet. Der Lochbrunnen entwässert durch Karstwasseraufbrüche im Eutinger Talbach.